# Gyöngyfa
Gyöngyfa là một thị trấn thuộc hạt Baranya, Hungary. Thị trấn này có diện tích 8,78 km², dân số năm 2010 là 149 người, mật độ 17 người/km².